# Hōkūleʻa
Hōkūleʻa är en replika av en polynesisk resekanot med två skrov (se katamaran), sjösatt den 8 mars 1975 av Polynesian Voyaging Society i Honolulu på Hawaii. Den första längre färden gjordes 1976, och sedan dess har kanoten besökt ett stort antal platser, inklusive en tre år lång världsomsegling. Enligt uppgift har Hōkūleʻa sedan sjösättningen avverkat 140 000 sjömil, motsvarande 6,5 varv runt jorden.

## Namn och konstruktion
Hōkūleʻa är det hawaiiska namnet på stjärnan Arcturus som passerar Hawaiis latitud när den står i zenit. Namnet kan även översättas som 'Glädjens stjärna'.
Kanoten 19 meter lång och med en bredd på 6 meter. Båten väger som olastad 7 ton, och deplacementet vid full last är 12,5 ton. Djupgående är cirka 75 centimeter.
Båten är försedd med två master med 9,5 meters höjd, och loggertseglens övre rår når ytterligare tre meter upp. Hōkūleʻa har en total segelyta på 50 m². Hon saknar motor och styrs med en styråra, så hon måste ofta bogseras i eller ut ur hamn. Kanoten kan nå en marschfart på 4 till 6 knop.
Besättningen på Hōkūleʻa är ofta 12 personer stor (1978 ingick 16 personer i besättningen). Kanoten saknar GPS, klocka eller sextant, så navigering behöver ske med äldre navigationsteknik. Däremot åtföljs kanoten, efter en olycka med dödlig utgång, efter 1978 alltid av minst en följebåt. 

## Historik

### Bakgrund
Hōkūleʻa var inte den första repliken av en traditionell resekanot av polynesiskt slag. 1966 slutfördes bygget av Nalehia vid University of California, Santa Barbara. Den knappt 13 meter långa kanoten var en skalenlig kopia av Kamehameha  III:s kungliga tvåskrovskanot från mitten av 1800-talet.
Kanoten var för liten för att kunna nyttjas för långfärder över öppet hav, men genom bygget skaffade  man sig ändå viktiga kunskaper om dessa kanoters sjöegenskaper. Detta hjälpte till att tillbakavisa den samtida åsikten att Stilla havet endast befolkats österifrån och med hjälp av vind och strömmar, en åsikt som fått gehör genom Thor Heyerdahls experimentella färd med Kon-Tiki 1947.

### Nytt kanotbygge
Ben Finney, forskarstudent och sedermera lärare i antropologi vid University of Hawai'i, var en av drivkrafterna bakom bygget av Nalehia. Efteråt bildade han 1973 och två andra hawaiianer Polynesian Voyaging Society. Föreningen grundades med målet att undersöka den historiska bakgrunden till befolkandet av Stilla havets övärd genom att göra om dessa resor på ett så realistiskt vis som möjligt. Och till det behövdes en oceangående kanot. 
Detta ledde till byggandet av Hōkūleʻa, en 19 meter lång replik av en traditionell resekanot – den första tvåskrovskanot för långfärder som byggts på Hawaii på cirka 600 år. Efter bygget har föreningen konstruerat fler liknande långfärdskanoter, inklusive Hawai'iloa och Makali'i (byggda på 1990-talet), Alingano Maisu (sjösatt 2007) och Hikianalia (färdigställd 2012). Hikianalia, som nyttjas som följefartyg på långfärder med Hōkūleʻa, har hjälpmotor.

### Långresan 1976
1976, året då USA firade sina första 200 år som nation, genomfördes kanotens första längre resa. Starten var förlagd till Maui och målet i Tahiti, knappt 440 mil längre söderut. Hon lämnade Honolua Bay på den nordvästra delen av Maui på den 1 maj 1976 och anlände till Papeete 33 (alternativt 34) dagar senare. Under resan använde man enbart samma typ av astronomisk navigation som tidigare användes i Mikronesien. Navigeringen leddes av den erfarne mikronesiske navigatören Pius "Mau" Piailug, som läste av natthimlen, havets dyningar, vinden och fåglarnas flykt för att orientera sig på havet. Senare, på 1990-talet, har antropologer fått bevis för att kunskapen om den "polynesiska vindkompassen" fortfarande överlevt på sina håll; denna "kompass" är egentligen en mental bild av bäringar som fått namn efter huvudsakliga vindriktningar.

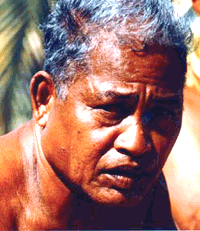
Pius "Mau" Piailug, navigatören på den första långseglingen.

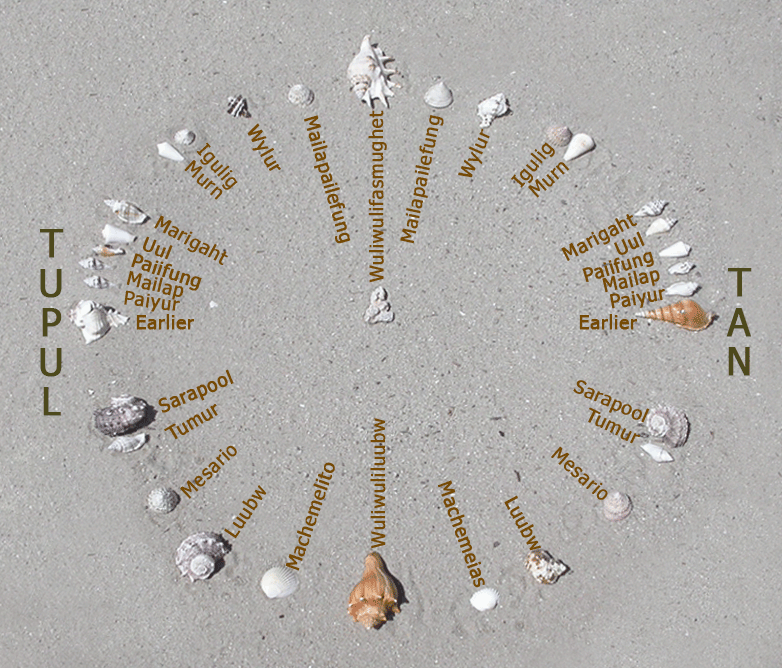
Modell av Piailugs inre "stjärnkompass".

Syftet med expeditionen var att undersöka teorin om att Stilla havets övärld befolkades medvetet och inte som ett planlöst drivande med strömmar – alternativt segling från Amerika. DNA-analyser stödjer också den teorin, liksom studier av den kemiska sammansättningen hos skarvyxor som påträffats vid utgrävningar på Marquesasöarna (traditionellt sett som ursprung för de första invandrarna till Hawaii).
Ett sekundärt mål för färden var att tjäna som en kulturell samlingspunkt och revitalisering för hawaiianer och andra polynesier. Bygget och användningen av Hōkūleʻa blev också startskottet för den viktigaste renässansen för hawaiiansk kultur sedan bildandet av delstaten Hawaii 1959.
Långseglingen hade flera utmaningar. Bland annat låg startpunkten längre västerut än Tahiti, vilket innebar att man både fick kämpa mot den nordöstliga passaden norr om ekvatorn och den sydöstliga passaden söder om den. Eftersom ingen av expeditionens hawaiianska medlemmar hade tillräckliga kunskaper om den traditionella navigationstekniken över Stilla havet rekryterades Pius "Mau" Piailug, en erfaren styrman/navigatör från den karolinska atollen Satawal där man fortfarande ägnar sig åt långseglatser av traditionellt slag. Piailugs plan var att utnyttja stjärnornas uppstigning över horisonten, sol, måne och dyningar som en naturlig kompass. Med hjälp av död räkning i förhållande till de olika ögrupperna som man passerade tänkte han sig att man skulle nå den västligaste delen a Tuamotuöarna, varefter det skulle bli enklare att ta sig den sista biten till Tahiti.
Färden gick i stort sett enligt Piailugs plan. Dock fick man uthärda en veckas utan vind i ett känt stiltjebälte, följt av kraftiga vindar som höll på att driva kanoten långt åt väster. Därefter nådde man efter 30 dagars sjöresa Matahiva, den västligaste av atollerna i Tuamotuöarna. Under molniga dagar (utan sol, måne och stjärnor) kunde navigatören utgå från sin inre minnesbild av idealriktningen mot Tahiti. Piailug förutspådde den annalkande Matahiva med hjälp av tärnornas flykt över vågtopparna, innan atollen själv kunde börja skönjas. Efter Matahiva den 1 juni nådde man fyra dagar senare Tahiti, efter totalt 34 dagar till sjöss. Vid ankomsten till Papeetes hamn välkomnades man av halva öns befolkning, och man fick lov att avvisa den mängd intresserade båtgäster som höll på att sänka fören i havet.
Återfärden till Hawaii genomfördes sedan på 22 dagar, tack vare gynnsamma passadvindar. Då var expeditionen tvungen att nyttja modern navigationsteknik, efter att Piailug redan flugit tillbaka till sitt Mikronesien. Piailugs avfärd föranleddes av en konflikt mellan expeditionens icke-hawaiianska och hawaiianska medlemmar, där de förstnämnda såg färden som ett vetenskapligt experiment och de sistnämnda tryckte på resans värde för den hawaiianska kulturen.

### 1977 och 1978
På senare långfärder har Hōkūleʻa och två senare kanoter även färdats till Nya Zeeland, Påskön och Japan. 1977 gjorde man testseglingar i Hawaii-arkipelagen, för att undersöka skillnaden i utgångspunkten för hur passadvindarna påverkar rutten söderut.
Året efter genomfördes ett nytt försök att nå Tahiti, i syfte att lära upp en ny navigatör i den gamla polynesiska navigationstekniken. I hög sjö och kraftig vind kapsejsade dock kanoten strax söder om Molokai, varvid de skeppsbrutnas nödraketer upptäcktes från ett passerande flygplan ett halvt dygn senare. Kanoten kom på rätt köl och bogserades därefter tillbaka till startplatsen Honolulu. Den erfarna högsjösurfare som lämnade expeditionen för att via paddleboard tänkte söka hjälp i land sågs dock aldrig till igen.

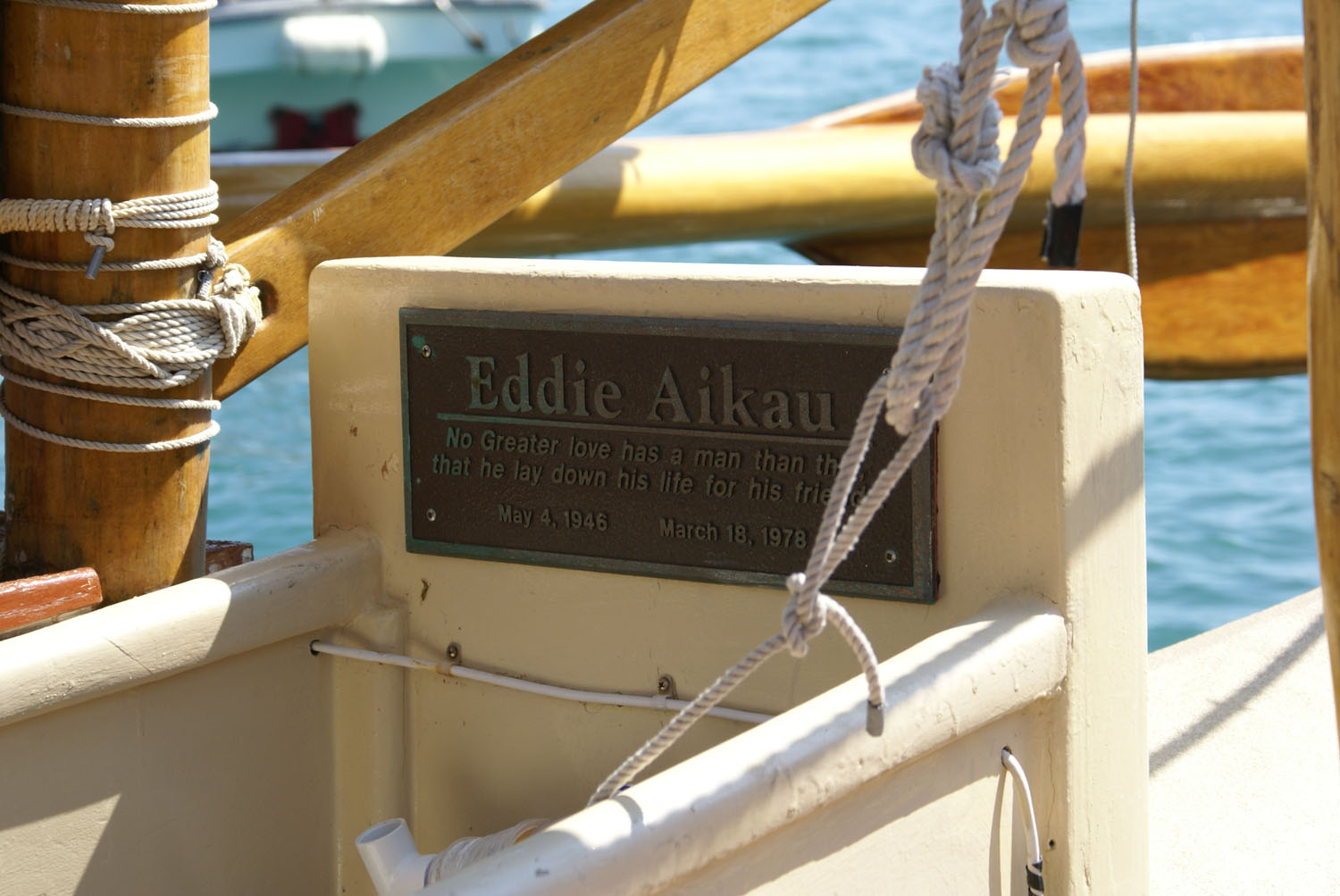
Minnesplaketten ombord för Eddie Aikau, som förolyckades 1978 i ett försök att söka hjälp efter att kanoten kapsejsat.

Efter detta missöde har alla senare expeditioner beledsagats av en följebåt. Detta inkluderar möjligheten till bogsering eller lotsning under delar av resan.

### 1980-talet
1980 återvände Piailug, navigatören 1976, i samband med ett förnyat försök att segla till Tahiti. Han medföljde som observatör, medan hans hawaiianske lärling Nainoa Thompson i det närmaste utan navigationsfel kunde leda kanoten i mål, efter att man nått Mataiva efter 29 dagar till sjöss.
Mellan 1985 och 1987 genomförde Hōkūleʻa en långsegling på sammanlagt 19 000 kilometer förbi olika öar runt om i Polynesien. Man bjöd under resans gång in lokala öbor att bli del av expeditionen under sammanlagt elva etapperna till sjöss, och ankomsten till Nya Zeeland 1985 innebar den första gången som kanoten lämnat de tropiska vattnen.

### 1990-talet och 00-talet
Våren 1995 gjordes en segling från Hawaii till Tahiti. Man deltog där i en större sammankomst, tillsammans med andra resekanoter från olika delar av Stilla havet. De olika kanoterna seglade därefter i grupp till Marquesasöarna och slutligen till Hawaii. Därefter seglade kanoterna Hōkūleʻa och Hawai‘iloa längs med USA:s västkust och genomförde sammankomster med olika representanter från USA:s och Kanadas ursprungsbefolkning.
1999–2000 seglade Hōkūleʻa från Hawaii till Påskön och hem igen, via Marquesasöarna. Man besökte under nedfärden även Pitcairn. Detta var första gången kanoten besökte den sydöstra delen av Stilla havet.

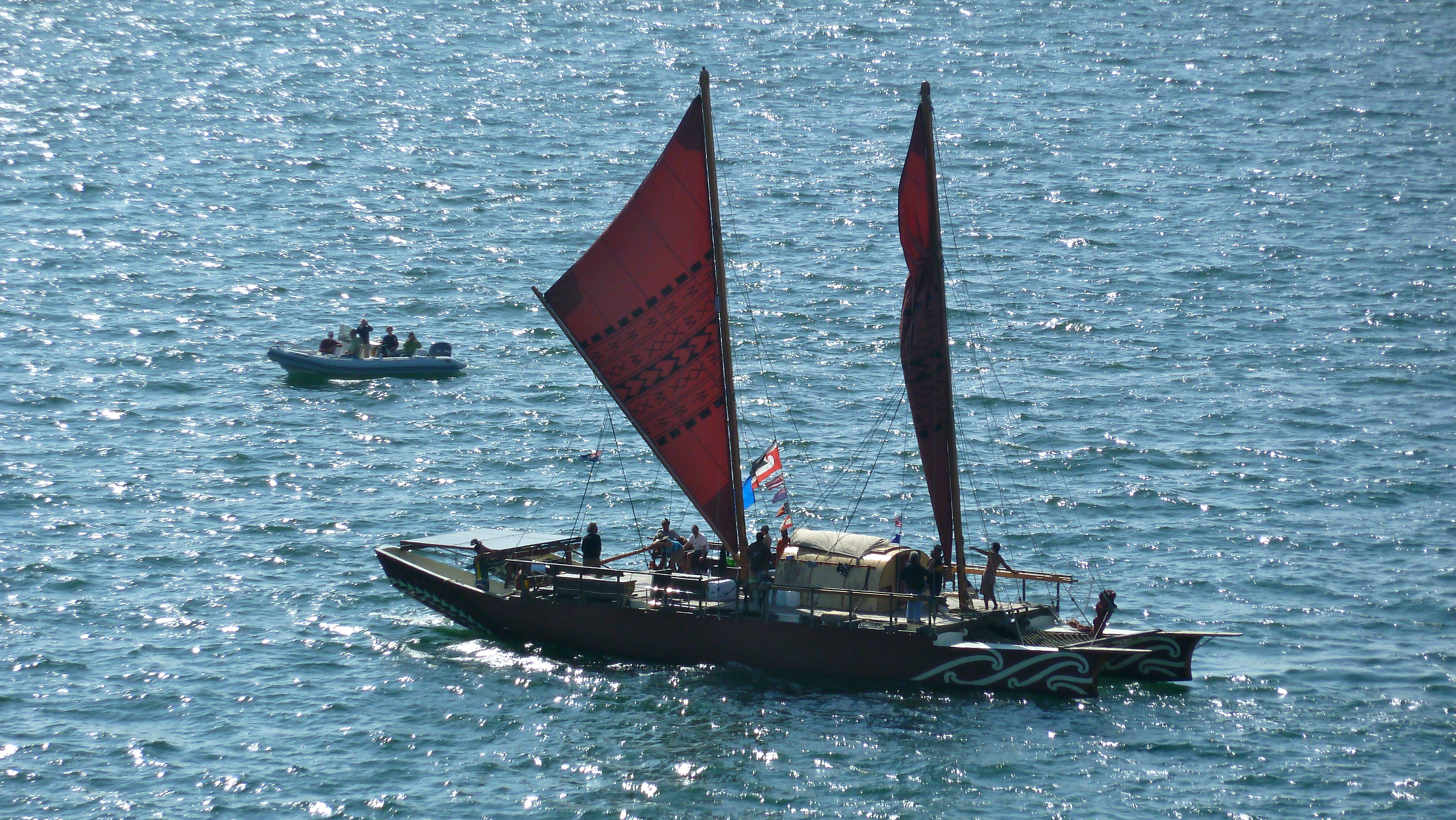
Hōkūleʻa vid besök på "Festival of Sail" i San Diego 2011.

Under åren 2003 genomförde Hōkūleʻa en seglats till Nihoa, den östligaste av de Nordvästra Hawaiiöarna. Det gjordes som en förberedelse för kommande års långsegling till Kureatollen – den yttersta delen av den hawaiianska ökedjan och strax väster om Midway. Tre år senare genomfördes projektet One Ocean, One People, där kanoten besökte både Mikronesien och Japan som en del av högtidlighållandet av de kulturella banden mellan folken vid Stilla havet. 2011 närvarade Hōkūleʻa vid "Festival of Sail" i San Diego i Kalifornien.

### Världsomsegling 2014–2017
Åren 2014–2017 gjorde Hōkūleʻa en världsomsegling, i olika etapper och under namnet Malama Honua ('världsvida segling'). Denna inleddes i maj 2014, där man fram till april året därpå genomförde etapper fram till Nya Zeeland och i början av maj nådde Sydney i Australien. Därefter lämnade man för första gången Stilla havet och nådde via Stora Barriärrevet och Bali fram till Mauritius och slutligen i november 2015 till Sydafrika.
I januari 2016 besöktes Sankta Helena, på vägen mot Brasilien. I mars besöktes Amerikanska Jungfruöarna, och samma månad nådde man fram till Havanna på Kuba. Därefter besöktes Florida och under sommaren det nordöstliga USA. Under september månad seglade man även omkring på Stora sjöarna. Därefter genomfördes underhåll av kanoten i Virginia, varefter man via Panamakanalen i januari 2017 åter färdades på Stilla havet.
Därefter besöktes Galápagosöarna i februari och Påskön i mars. Efter strandhugg på Tahiti i april firade man återkomsten till Oahu den 17 juni 2017. Det avslutade en långsegling på 40 000 sjömil och besök i 27 länder.

### Långseglingen inledd 2023
I juni 2023 började Hōkūleʻa och hennes systerkanot Hikianalia en 43 000 sjömil lång resa runt Stilla havet som kommer att ta dem till 36 länder och ögrupper och 345 hamnar. Resan, som beräknades ta 47 månader, började i Alaska och går längs Amerikas västkust till Polynesien och norrut längs västra Stilla havet till Japan. Därifrån transporteras kanoterna till Los Angeles, varifrån de seglar till Hawaii och avslutar resan på Tahiti.

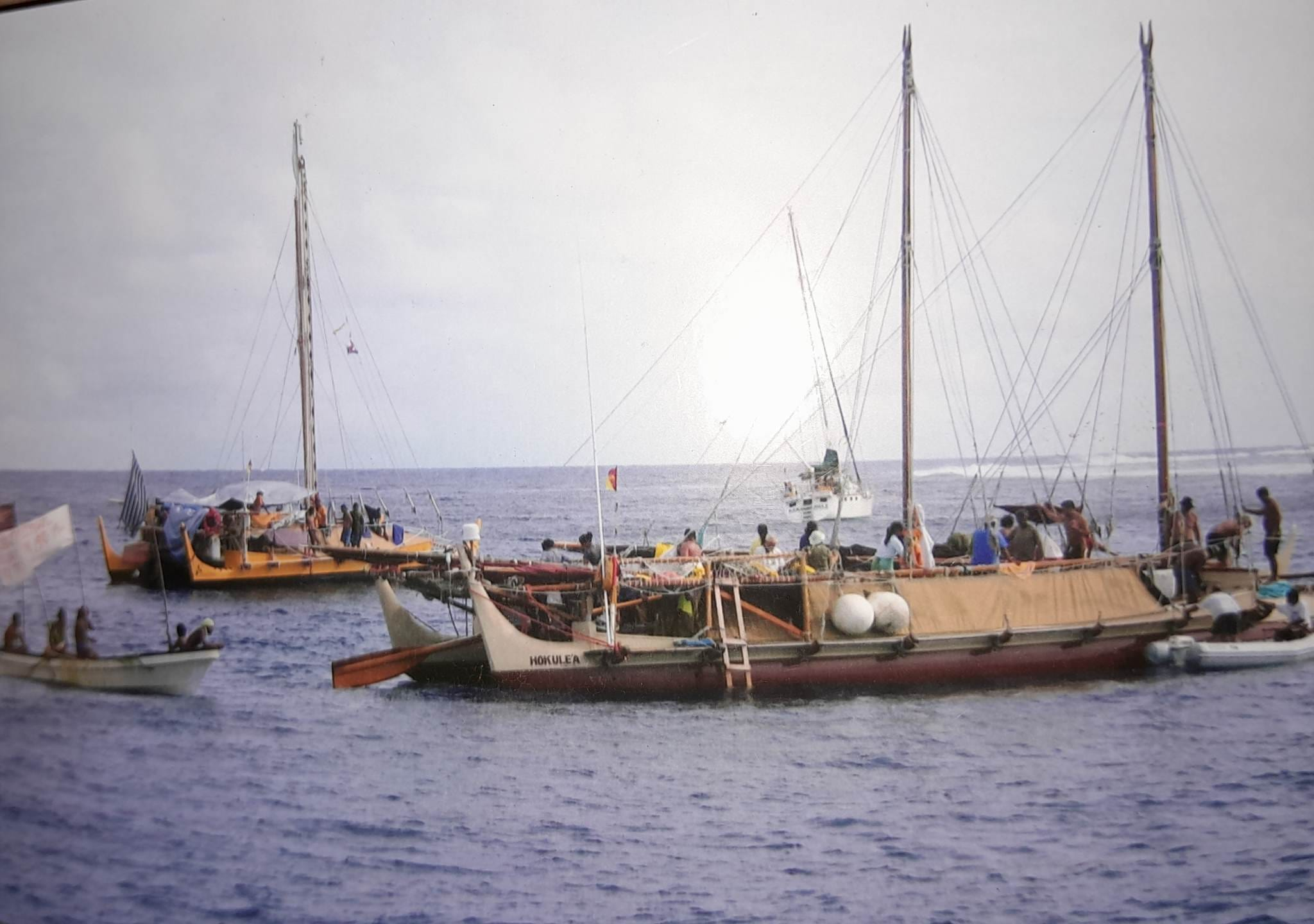
Hōkūleʻa (höger) och resekanoten Alingano Maisu (vänster) i Satawal i Mikronesien.

Efter en avfärd 15 juni 2023 i Juneau i Alaska, tvingades man avbryta färden i Kalifornien på grund av de förödande bränderna på bland annat Maui under sommaren. Därefter återvände man till Hawaii i september, efter att ha tagit ut till sjöss via San Diego. Man avvek då från den ursprungliga färdplanen längs med den central- och sydamerikanska växtkusten, en rutt som man istället planerade att använda mot slutet av seglatsen (enligt planen sommaren 2025). Under 2025 har man återstartat långfärden och nådde 28 juni Tahiti.
Därefter planeras färden under resten av året fortsätta till Cooköarna, Samoa, Tonga och Nya Zeeland, varefter seglandet fram till 2027 ska gå via en rundning av Nya Zeeland och till öar och ögrupper i Melanesien och Mikronesien. Under resten av 2027 besöks större länders kuststräckor från Filippinerna till Japan. Efter en skeppning av de båda kanoterna till USA:s västkust ska därefter den ordinarie rutten återtas i San Diego i slutet av 2027, för att via Sydamerika passera Påskön, Tahiti och större ögrupper i Polynesien på den slutliga hemfärden till Hawaii under 2028.